# La vocina nella testa
La vocina nella testa è un singolo del cantautore e rapper italiano Dargen D'Amico, pubblicato l'8 aprile 2020 come primo estratto dal nono album in studio Bir Tawil distribuito dall'etichetta discografica Universal Music Italia.

## Tracce
Testi di Jacopo Matteo Luca D'Amico, musiche di Jacopo Matteo Luca D'Amico.
1. La vocina nella testa – 3:14